# Aphis epilobiaria
Aphis epilobiaria är en insektsart som beskrevs av Theobald 1927. Aphis epilobiaria ingår i släktet Aphis och familjen långrörsbladlöss. Arten är reproducerande i Sverige. Inga underarter finns listade i Catalogue of Life.